# Севостьянов, Артемий Викторович
Артемий Викторович Севостьянов (2 февраля 1973) — казахстанский ватерполист, Мастер спорта Республики Казахстан международного класса, трёхкратный чемпион Азиатских игр (1994, 1998, 2002) в составе сборной Казахстана.

## Биография
В составе сборной Казахстана принимал участие в Олимпиаде - 2000 в Сиднее (9 место) и Олимпиаде - 2004 в Афинах (11 место).
Жена - Севостьянова Нелля - в прошлом фехтовальщица.
В 2004 году уехал в Нью-Йорк.